# Brachycephalus nodoterga
Brachycephalus nodoterga é uma espécie de anfíbio da família Brachycephalidae.
É endémica do Brasil.
Os seus habitats naturais são: florestas subtropicais ou tropicais húmidas de baixa altitude.
Está ameaçada por perda de habitat.